# Геза Киш
Геза Киш (мађ. Kiss Géza) је био мађарски пливач слободним стилом који се такмичио на Летњим олимпијским играма 1904. и Интеркалираним играма 1906. На Олимпијским играма 1904. освојио је сребрну медаљу на 1 миљу слободно и бронзану на 880 јарди слободно. Две године касније, на Интеркалираним играма, освојио је златну медаљу као члан мађарске штафете 4×250 м слободно.

## Спортска биографија
Од 1896. године такмичио се као пливач Мађарског пливачког савеза (МУЕ), а од 1904. године као пливач Мађарског пливачког круга (МТК). Био је члан репрезентације Мађарске на Летњим олимпијским играма 1904. где је освојио сребрну и бронзану медаљу. Учествовао је на „Ванредним олимпијским играма“ 1906. године, где је освојио златну медаљу као члан штафете 4 × 250 метара у саставу Хенрик Хајош, Золтан Халмаи, Геза Киш и Јожеф Оноди. Са активним бављењем спортом завршио је 1907. године.

## Као спортски менаџер и специјалиста писац
Бавио се питањима пливања и методама тренинга а као уредник часописа Немзети Спорт уједно и шеф спортске редакције у новинама Пешти Хирлап и Мађаршаг, публиковао је бројне текстове. У мађарском спортском новинарству се сматра за првог новинара који се стриктно бавио писањем чланака о пливању. Обављао је дужност генералног секретара Мађарског пливачког савеза од 1912. до 1918. године, а потом је два пута био извршни потпредседник савеза, 1920. године и од 1926. до 1928. године..

## Достигнућа
- Олимпијада 2. место (1 миља слободно: 1904)
- Олимпијада 3. место (880 јарди слободно: 1904.)
- шампион „Ванредне Олимпијаде“ 1906. (штафета 4 × 250 м)
- Шампион Мађарске
  - 1 миља слободно: 1903, 1904.
  - 100 јарди слободно: 1905.
  - 220 јарди слободно : 1905.
  - 440 јарди слободно: 1906.